# 御厨響一
御厨 響一（みくりや きょういち、1994年9月28日 - ）は、日本の俳優。
2008年公開の映画「チェスト！」でデビュー。中学、高校時代は学業優先にしていた為、2013年大学入学時より俳優業を再開。血液型はB型、趣味は映画鑑賞、音楽鑑賞、ギターなど。

## テレビドラマ
- 「ATARUスペシャル〜ニューヨークからの挑戦状！！〜」（2013年TBS）
- 鴨、京都へ行く。-老舗旅館の女将日記-（2013年CX）矢沢響一役
- 二十四の瞳（2013年EX）徳田吉次役
- 「警視庁特別監察官 氷の女・氷室透子 告発-ある女性警察官の死」（2014年CX）江川秀雄役
- ディア・シスター（2014年CX）駿介役

## 映画
- チェスト！（2008年公開ティ・ジョイ）矢代智明役

## CM
- NTTドコモ「iPhone」感情のすべて/仲間篇（2016年3月〜）
- アソビズム「ドラゴンリーグ」（2014年6月-9月）
- リクルート「受験サプリ」（2014年3月-6月）
- フィアスホーム「家庭の空気」編